# Communauté de communes de la Vallée du Lot et du Vignoble
La communauté de communes de la Vallée du Lot et du Vignoble est une communauté de communes française, située dans le département du Lot et la région Occitanie.

## Historique
La communauté de communes de la Vallée du Lot et du Vignoble a été créée, le 31 décembre 1996, dans l’esprit de l’application de la loi A.T.R. (Administration Territoriale de l’État) du 6 février 1992 : regrouper plusieurs communes pour former une aire naturelle de solidarité géographique, économique, culturelle ou sociale, d’un seul tenant et sans enclave.
Ainsi 28 communes des 2 cantons de Luzech et de Puy-l'Évêque se sont regroupées pour créer une structure intercommunale de taille pertinente, avec des objectifs de complémentarité et de mutualisation.
En 1997, Floressas a rejoint la communauté de communes et portait ainsi le nombre des communes membres à 29.
En janvier 2000, Laurent Fabius, alors Président de l’Assemblée nationale, inaugurait le centre communautaire : siège administratif de la communauté de communes, installé dans de nouveaux bureaux à Puy-l'Évêque, aménagé pour recevoir les services administratifs et labellisé « maison des services publics » (relais Pôle-Emploi et diverses permanences pour les demandeurs d’emploi, les jeunes et les personnes âgées).
En 2002, la Taxe Professionnelle Unique (T.P.U.) est instaurée, en vue d’une mise en commun des ressources et la création de conditions favorables au développement économique et social du territoire communautaire.
En 2004-2005, la définition de l’intérêt communautaire a permis de préciser les compétences communautaires, de délimiter la ligne de partage entre ces compétences et les compétences communales, de reprendre les débats sur le sens à donner à notre dynamique territoriale.
En décembre 2008, le périmètre communautaire a été réduit avec le départ de la commune de Caillac ramenant ainsi à 28 le nombre des communes adhérentes.
Cette année-là fut marquée par l’intégration de 2 nouvelles compétences importantes : la voirie et l’enfance-jeunesse.
En 2012, le 31 décembre, le départ de la commune de Douelle a la communauté d'agglomération du Grand Cahors est acté. (L’EPCI Lot Vignoble compte 27 membres).
En 2012, le centre communautaire qui fonctionnait en « maisons de services publics » depuis 2000 est labellisé « relais de services publics » ; la communauté de communes étant signataire du contrat « + de services au public » avec notamment l’État.
Le Relais de services publics de la Vallée du Lot et du Vignoble est un des plus sollicités par les partenaires (Pôle Emploi, CAF, CARSAT, CPAM, etc.) et un des plus fréquentés du département.
En 2013, après plusieurs années de préparation, la compétence « promotion touristique du territoire intercommunal » est enfin acquise avec l’objectif d’aborder le tourisme comme levier économique prioritaire avec application au 1er janvier 2014.
En 2013, une réflexion « maison de santé pluridisciplinaire » a été engagée. L'aboutissement est le suivant : arrêté préfectoral en date du 4 mars 2014 portant modification de compétence.
Le 1er janvier 2014, est créé l'Office de Tourisme Intercommunal de la Vallée du Lot et du Vignoble.

## Territoire communautaire

### Composition
La communauté de communes est composée des 27 communes suivantes :

| Nom                      | Code Insee | Gentilé          | Superficie (km2) | Population (dernière pop. légale) | Densité (hab./km2) |
| ------------------------ | ---------- | ---------------- | ---------------- | --------------------------------- | ------------------ |
| Puy-l'Évêque (siège)     | 46231      | Puy-l'Évêquois   | 26,38            | 1 870 (2022)                      | 71                 |
| Albas                    | 46001      | Albasois         | 21,84            | 529 (2022)                        | 24                 |
| Anglars-Juillac          | 46005      | Anglacois        | 5,48             | 334 (2022)                        | 61                 |
| Bélaye                   | 46022      | Belaycois        | 18,69            | 204 (2022)                        | 11                 |
| Cambayrac                | 46050      | Cambayraciens    | 7,39             | 135 (2022)                        | 18                 |
| Carnac-Rouffiac          | 46060      | Carnacois        | 13,57            | 230 (2022)                        | 17                 |
| Cassagnes                | 46061      | Cassagnols       | 11,62            | 174 (2022)                        | 15                 |
| Castelfranc              | 46062      | Castelfrancois   | 5,71             | 425 (2022)                        | 74                 |
| Duravel                  | 46089      | Duravelois       | 14,97            | 946 (2022)                        | 63                 |
| Floressas                | 46107      | Floressacois     | 13,84            | 179 (2022)                        | 13                 |
| Grézels                  | 46130      | Grezelois        | 10,79            | 235 (2022)                        | 22                 |
| Lacapelle-Cabanac        | 46142      | Capellois        | 8,04             | 172 (2022)                        | 21                 |
| Lagardelle               | 46147      | Gardelliens      | 3,07             | 124 (2022)                        | 40                 |
| Luzech                   | 46182      | Luzechois        | 22,13            | 1 758 (2022)                      | 79                 |
| Mauroux                  | 46187      | Maurouxois       | 16,2             | 553 (2022)                        | 34                 |
| Montcabrier              | 46199      | Cabriémontois    | 21,75            | 342 (2022)                        | 16                 |
| Parnac                   | 46214      | Parnacois        | 5,77             | 382 (2022)                        | 66                 |
| Pescadoires              | 46218      | Pescadariens     | 3,28             | 186 (2022)                        | 57                 |
| Prayssac                 | 46225      | Prayssacois      | 24,05            | 2 500 (2022)                      | 104                |
| Saint-Martin-le-Redon    | 46277      | Saint-Martinons  | 10,6             | 194 (2022)                        | 18                 |
| Saint-Vincent-Rive-d'Olt | 46296      | Saint-Vincentois | 19,9             | 432 (2022)                        | 22                 |
| Sauzet                   | 46301      | Sauzetiens       | 11,09            | 533 (2022)                        | 48                 |
| Sérignac                 | 46305      | Sérignacais      | 18,44            | 334 (2022)                        | 18                 |
| Soturac                  | 46307      | Soturacois       | 19,55            | 638 (2022)                        | 33                 |
| Touzac                   | 46321      | Touzacais        | 4,89             | 361 (2022)                        | 74                 |
| Villesèque               | 46335      | Villesèquois     | 23,56            | 402 (2022)                        | 17                 |
| Vire-sur-Lot             | 46336      | Virois           | 7,77             | 344 (2022)                        | 44                 |

### Démographie
| 1968   | 1975   | 1982   | 1990   | 1999   | 2009   | 2014   | 2020   |
| ------ | ------ | ------ | ------ | ------ | ------ | ------ | ------ |
| 13 530 | 13 608 | 13 782 | 13 900 | 13 966 | 14 733 | 14 670 | 14 456 |

## Administration

### Siège
Le siège de la communauté de communes est situé à Puy-l'Évêque.

### Les élus
Le conseil communautaire de la communauté de communes se compose de 44 conseillers, représentant chacune des communes membres et élus pour une durée de six ans.
Ils sont répartis comme suit :
| Nombre de conseillers | Communes               |
| --------------------- | ---------------------- |
| 7                     | Prayssac               |
| 6                     | Puy-l'Évêque           |
| 5                     | Luzech                 |
| 3                     | Duravel                |
| 1 (+1 suppléant)      | les 23 autres communes |

### Présidence
| Période                                  | Période  | Identité          | Étiquette | Qualité                        |
| ---------------------------------------- | -------- | ----------------- | --------- | ------------------------------ |
| Les données manquantes sont à compléter. |          |                   |           |                                |
| 2014                                     | en cours | Serge Bladinières | LREM      | Maire de Pescadoires (1989 → ) |

### Compétences
La communauté de communes peut choisir d'exercer diverses compétences, en fonction de la notion d'intérêt communautaire :
1. celles choisies dans les groupes de compétences obligatoires et optionnelles fixées par la loi,
2. celles supplémentaires que les communes ont librement choisies de lui transférer en plus de celles fixées par la loi.

Certaines compétences sont exercées depuis le 1er janvier 1997.
Aucune définition de l'intérêt communautaire n'a été nécessaire du fait de la prise en charge totale de la compétence et de la clarté des statuts initiaux. Exemple : la collecte sélective et le traitement des déchets ménagers.
D'autres compétences ont été rajoutées supposant la définition de critères objectifs précis (l'intérêt communautaire) et la modification des statuts.
Cela a été le cas pour le développement économique et pour l'intégration de nouvelles compétences telles que l'enfance-jeunesse.

#### Compétences obligatoires
-    aménagement de l'espace,
-    développement économique.

#### Compétences optionnelles
-    logement et cadre de vie,
-    protection et mise en valeur de l'environnement,
-    voirie,
-    construction, entretien et fonctionnement d'équipements culturels, sportifs et scolaires du premier degré,
-    enfance-jeunesse.

#### Compétences supplémentaires
-    service funéraire,
-    lutte contre l'incendie,
-    ingénierie administrative et financière.

### Régime fiscal et budget
Le régime fiscal de la communauté d'agglomération est la fiscalité professionnelle unique (FPU).